# Madurez psicológica

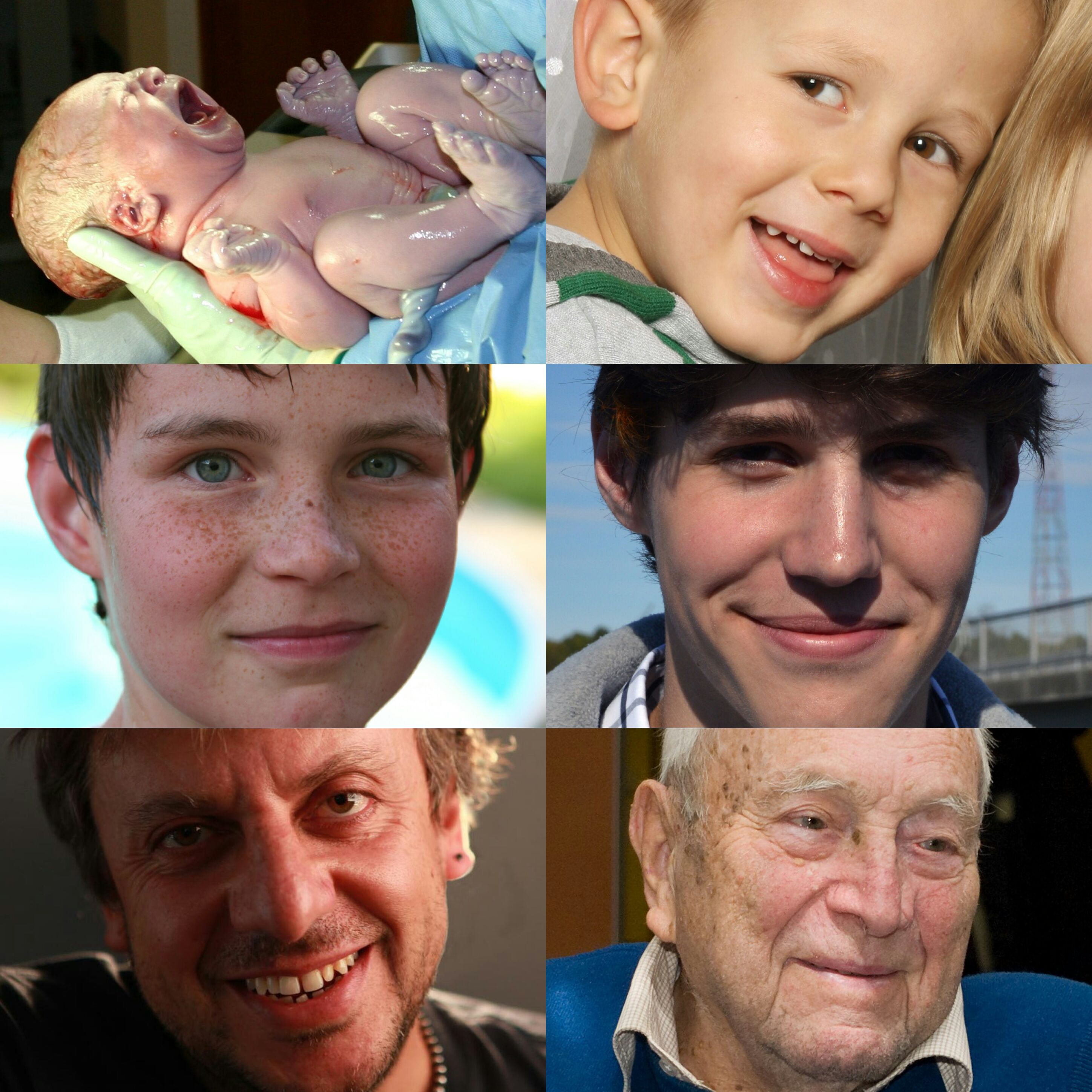
Diferentes etapas del crecimiento humano

En psicología, la madurez puede definirse operativamente como el nivel de funcionamiento psicológico (medido a través de estándares como la escala Wechsler de inteligencia para niños) que uno puede alcanzar, después del cual el nivel de funcionamiento psicológico ya no aumenta mucho con la edad. Sin embargo, más allá de esto, la integración también es un aspecto de la maduración, como la integración de la personalidad, donde los patrones de comportamiento, motivos y otros rasgos de una persona se comparan gradualmente juntos, para trabajar juntos de manera efectiva con poco o ningún conflicto entre ellos. Ellos, como un todo organizado, por ejemplo, unir los diversos motivos de una persona en un propósito en la vida. Caso en cuestión: las teorías del desarrollo y la madurez del adulto incluyen el concepto de propósito en la vida, en el que la madurez enfatiza una comprensión clara del propósito, dirección e intencionalidad de la vida, lo que contribuye al sentimiento de que la vida tiene sentido.
En la unidad del ser humano, la madurez psicológica no está nunca aislada. Es un proceso que se manifiesta en las tres dimensiones: física, psicológica y espiritual. Una manifestación clara de madurez psicológica es tener un proyecto vital hecho propio.
El estado de madurez se distingue por el alejamiento de la dependencia de la tutela y la supervisión de un adulto en los actos de toma de decisiones. La madurez tiene diferentes definiciones en contextos legales, sociales, religiosos, políticos, sexuales, emocionales e intelectuales. La edad o las cualidades asignadas para cada uno de estos contextos están vinculadas a indicadores culturalmente significativos de independencia que a menudo varían como resultado de los sentimientos sociales. El concepto de madurez psicológica tiene implicaciones tanto en contextos legales como sociales, mientras que una combinación de activismo político y evidencia científica continúa remodelando y calificando su definición. Debido a estos factores, la noción y definición de madurez e inmadurez es algo subjetiva.
El psicólogo estadounidense Jerome Bruner propuso el período de inmadurez como un período de juego experimental sin consecuencias graves, en el que un animal joven puede pasar mucho tiempo observando las acciones de otros hábiles en coordinación con la supervisión y la actividad de su madre. La clave de la innovación humana a través del uso de símbolos y herramientas, por lo tanto, es la imitación reinterpretativa que se "practica, perfecciona y varía en el juego" a través de una exploración extensa de los límites de la capacidad de uno para interactuar con el mundo. Los psicólogos evolutivos también han planteado la hipótesis de que la inmadurez cognitiva puede tener un propósito adaptativo como una barrera protectora para los niños contra su propia metacognición y juicio subdesarrollados, una vulnerabilidad que puede ponerlos en peligro.

## Marcadores socioemocionales y cognitivos
Aunque la madurez psicológica se basa específicamente en la autonomía de la capacidad de tomar decisiones, estos resultados están profundamente arraigados no solo en la cognición, sino también en los procesos de desarrollo emocional, social y moral que duran toda la vida. Varios teóricos han proporcionado marcos para reconocer los indicadores de madurez. Las etapas de desarrollo psicosocial de Erikson describen la progresión hacia la madurez adulta, con cada etapa de maduración caracterizada por un cierto tipo de conflicto psicosocial.
La etapa de "Identidad" se caracteriza por estar principalmente relacionada con temas de exploración de roles y confusión de roles, y también la exploración de identidades sexuales y de otro tipo.Los adolescentes navegan por una red de valores y personalidades en conflicto para emerger como 'la persona que uno ha llegado a ser' y 'la persona que la sociedad espera que uno se convierta'. Erikson no insistió en que las etapas comiencen y terminen en puntos globalmente predefinidos, sino que etapas particulares como "Identidad" podrían extenderse hasta la edad adulta durante el tiempo que sea necesario para resolver el conflicto.
La teoría del desarrollo cognitivo de Piaget define la etapa operativa formal como una meseta alcanzada una vez que un individuo puede pensar lógicamente usando símbolos y está marcada por un cambio que se aleja del pensamiento "concreto", o pensamiento ligado a la inmediatez y los hechos, y hacia el pensamiento "abstracto", o pensamiento que emplea reflexión y deducción.
Si bien la madurez a menudo se denomina como una etiqueta otorgada a un niño, la investigación ha revelado que los propios niños tienen un sentido claro de su propia autonomía y jurisdicción personal.Por ejemplo, los niños de escuela primaria estadounidenses demostraron reconocer los límites de la autoridad de sus padres sobre su elección de vestimenta, peinado, amigos, pasatiempos y opciones de medios. Sin embargo, los niños más pequeños tienen dificultades para mantener una visión coherente de los derechos universales, ya que el 75 % de los niños de primer grado expresan incertidumbre sobre la prohibición de la libertad de expresión en Canadá, pero este mismo estudio también encontró que los niños canadienses de 6 a 11 años rechazaron los sistemas no democráticos sobre la base de la violación de los principios de voto mayoritario, representación equitativa y derecho a una voz, lo que proporciona evidencia de un conocimiento emergente de habilidades para la toma de decisiones políticas desde una edad temprana.

## Marcadores biológicos y evolutivos
Donde la madurez es un estatus ganado que a menudo conlleva responsabilidades, la inmadurez se define en contraste con la ausencia de una responsabilidad seria y en su lugar está la libertad para un crecimiento sin paliativos. Este período de crecimiento es particularmente importante para los seres humanos, que pasan por un patrón de desarrollo único de cuatro etapas (infancia, niñez, juventud, adolescencia) que se ha teorizado para conferir una serie de beneficios evolutivamente competitivos (Locke & Bogin, 2006). En la infancia, el desarrollo motor se prolonga hasta los primeros años de vida, por lo que es necesario que los bebés pequeños dependan casi por completo de sus madres. Este estado de impotencia genera un vínculo intensamente estrecho entre el bebé y la madre, donde la separación es poco frecuente y los bebés rara vez están fuera de los brazos del cuidador. Para los primates no humanos y todas las especies de mamíferos no humanos, el crecimiento del primer molar permanente marca el final de la lactancia y el comienzo de la búsqueda de alimento, lo que establece un requisito temprano para la independencia. Los niños humanos, por otro lado, no tienen un control motor avanzado capaz de buscar comida y también carecen de la capacidad digestiva para alimentos no preparados, por lo que siempre han dependido de la participación activa de su madre y otros cuidadores en su cuidado durante la infancia.
La corteza prefrontal, que es responsable de las funciones cognitivas superiores, como la planificación, la toma de decisiones, el juicio y el razonamiento, se desarrolla y madura más rápidamente durante la adolescencia temprana y hasta los 20 años, acompañando el crecimiento de la corteza prefrontal se continúa la poda sináptica (el recorte de las sinapsis que rara vez se usan), así como una mayor mielinización de las fibras nerviosas en el cerebro, que sirve para aislar y acelerar la transmisión de señales entre las neuronas. El desarrollo incompleto de este proceso contribuye al hallazgo de que los adolescentes usan su cerebro de manera menos amplia que los adultos cuando se les pide que inhiban una respuesta y muestren menos diafonía (comunicación entre diversas regiones del cerebro). La "conversación cruzada" del cerebro puede estar relacionada con la toma de decisiones con respecto a la asunción de riesgos, con un estudio de adolescentes estadounidenses que encontró un tiempo de reacción retrasado y una menor dispersión en las regiones del cerebro en una tarea que les pedía que determinaran si una acción peligrosa es una buena idea o no. Steinberg observa que existe una estrecha superposición en las regiones cerebrales activadas para la información socioemocional y de recompensa, lo que puede representar un desafío al tomar decisiones en los contextos de pares de mayor riesgo. Un estudio encontró que la preferencia por pequeñas recompensas inmediatas sobre recompensas más grandes a largo plazo se asoció con una mayor activación con regiones principalmente responsables de la toma de decisiones socio-emocionales.

## Asuntos legales y políticos
La definición y determinación de la madurez se ha aplicado al tema de la responsabilidad penal de los menores infractores ya un número de edades legales. La mayoría de edad, el umbral legal de la edad adulta que se aplica más ampliamente, se caracteriza típicamente por el reconocimiento del control sobre uno mismo y sobre las propias acciones y decisiones. El umbral de edad más común es de 18 años, con umbrales que van desde los 14 a los 21 años entre países y provincias. Aunque la mayoría de edad se conoce como la edad legal de una jurisdicción, las edades legales de varios otros temas de madurez legal, como el consentimiento sexual o las edades para beber y fumar, a menudo son diferentes de la mayoría de edad. Aparte de los umbrales de madurez basados en la edad, las restricciones basadas en una inmadurez intelectual percibida también se extienden a las personas con una variedad de discapacidades mentales (generalmente definidas como cualquier persona con una discapacidad mental que requiere tutela), con leyes vigentes en la mayoría de las regiones que limitan la votación, derechos de los discapacitados mentales y, a menudo, requiere la sentencia de un tribunal para declarar la aptitud. Al igual que las restricciones impuestas a los niños, las personas con discapacidad mental también tienen libertades restringidas y sus derechos asignados a los tutores o padres. Una de las razones citadas por las que no se permite que los niños y los discapacitados mentales voten en las elecciones es que son demasiado inmaduros intelectualmente para entender los temas de la votación. Este punto de vista se refleja en las preocupaciones sobre la población votante adulta, y los observadores citan la preocupación por una disminución de la "virtud cívica" y el "capital social", lo que refleja un pánico generalizado sobre la inteligencia política de la población votante.
Aunque los críticos han señalado que la "cultura juvenil" contribuye al malestar del tratamiento superficial de los temas políticos por parte de los medios de comunicación modernos, las entrevistas con los propios jóvenes sobre sus puntos de vista políticos han revelado una sensación generalizada de frustración por su impotencia política, así como una visión muy cínica de las acciones de los políticos. Varios investigadores han intentado explicar este sentido de cinismo como una forma de racionalizar el sentido de alienación y exclusión legal de los jóvenes en la toma de decisiones políticas.
Otra razón citada en contra del derecho al voto de los niños es que ellos estarían indebidamente sesgados por los medios y otras presiones sociales. En general, este punto de vista no tiene fundamento, entrevistas con jóvenes que revelan que a menudo tienen un gran conocimiento sobre la programación de noticias, el sesgo de los medios, la importancia de la evidencia, la evaluación de los argumentos sobre los méritos de su evidencia, así como una preparación para formar argumentos propios utilizando la evidencia disponible. En la investigación cognitiva, algunos estudios realizados en la década de 1970 ofrecieron una visión escéptica de la comprensión adolescente de los principios democráticos como la libertad de expresión. Sin embargo, ahora se reconoce que esta investigación utilizó viñetas desafiantes y contradictorias que impusieron una gran demanda de habilidades verbales y metacognitivas aún en desarrollo que no se reconocen como un requisito para comprender los derechos políticos individuales. Investigaciones más recientes han revelado que incluso los niños en edad de escuela primaria tienen un concepto de libertad de expresión y que entre los 8 y los 9 años este concepto se expande más allá de la preocupación por la autonomía personal y llega a la conciencia de sus implicaciones sociales y la importancia del derecho a la voz política.
La madurez también se ha tenido en cuenta al determinar si la pena de muerte es justa en los casos en que los perpetradores son menores de edad o tienen retraso mental. En Atkins v. Virginia, la decisión de la Corte Suprema de los EE. UU. que prohibía la ejecución de personas con retraso mental se decidió sobre la base de que "la capacidad disminuida para comprender y procesar errores y aprender de la experiencia, para participar en el razonamiento lógico, para controlar los impulsos y para entender las reacciones de los demás" se citó como la evidencia que apoya una visión reducida de la culpabilidad criminal.

## Cuestiones culturales y religiosas
En la religión judía, "convertirse en un Bar o Bat Mitzvah" (literalmente "un [agente] que está sujeto a la ley") se refiere a la ceremonia que declara que un niño judío es moral y éticamente responsable de sus acciones, es elegible para ser llamado a leer de la Torá, así como la responsabilidad de cumplir con las 613 leyes escritas en la Torá. Tradicionalmente, esta ceremonia otorgaba derechos legales a los adultos, así como el derecho a casarse. De manera similar, las iglesias cristianas tienen la Confirmación como un rito de iniciación en la adolescencia temprana. El rito tiene menos responsabilidades prácticas que el Bat Mitzvah, pero conlleva consecuencias éticas y morales. En todas las iglesias, los cristianos mayores de edad son responsables de ir a la iglesia los domingos y de confesar sus pecados periódicamente; dentro de ciertas denominaciones también es una práctica común advertir a los niños que sería un pecado mortal (un acto punible con el destierro al infierno) dejar de cumplir con estas responsabilidades.
Varias tradiciones están asociadas con el punto crítico de maduración más temprano de la menarquia. La menarquia de una niña se conmemora de diversas maneras, con algunas costumbres judías tradicionales que la definen como una contaminación, con costumbres formadas en torno a limpiarla y asegurarse de que no ensucie nada ni a nadie. Esto sirvió al propósito histórico de impedir que las mujeres participaran en eventos económicos o políticos. Los maoríes de Nueva Zelanda, los indios tinne del Yukón, los chichimilia de México y los esquimales, entre otros grupos, tienen creencias negativas variadas sobre el momento de la menarquia y los peligros que conlleva.
En grupos aborígenes niños y hombres jóvenes, hay prácticas como la escarificación y las novatadas, actúan como un rito de iniciación en un grupo. Estas prácticas ponen a prueba y afirman las expectativas de tolerancia al dolor y lealtad de los hombres en esos grupos. Muchas ocupaciones y grupos sociales reconocen niveles similares de madurez dentro del grupo en muchas culturas, afirman que madurez psicológica se asocia con el logro de estatus convencional del adulto.

## Edad
Si bien las personas mayores generalmente se perciben como más maduras y con mayor credibilidad, la madurez psicológica no está determinada por la edad. Sin embargo, a efectos legales, las personas no se consideran lo suficientemente maduras psicológicamente para realizar ciertas tareas (como conducir, consentir relaciones sexuales, firmar un contrato vinculante o tomar decisiones médicas) hasta que alcanzan cierta edad. De hecho, el juez Julian Mack, quien ayudó a crear el sistema de tribunales de menores en los Estados Unidos, dijo que la justicia de menores se basaba en la creencia de que los jóvenes no siempre toman buenas decisiones porque no son maduros, pero esto significa que pueden ser reformados más fácilmente que los adultos. Sin embargo, la relación entre la madurez psicológica y la edad es difícil, y ha habido mucho debate sobre los métodos para determinar la madurez, teniendo en cuenta su naturaleza subjetiva, la relatividad al entorno actual y/u otros factores, y especialmente con respecto a cuestiones sociales. como religión, política, cultura, leyes, etc.